# Махо

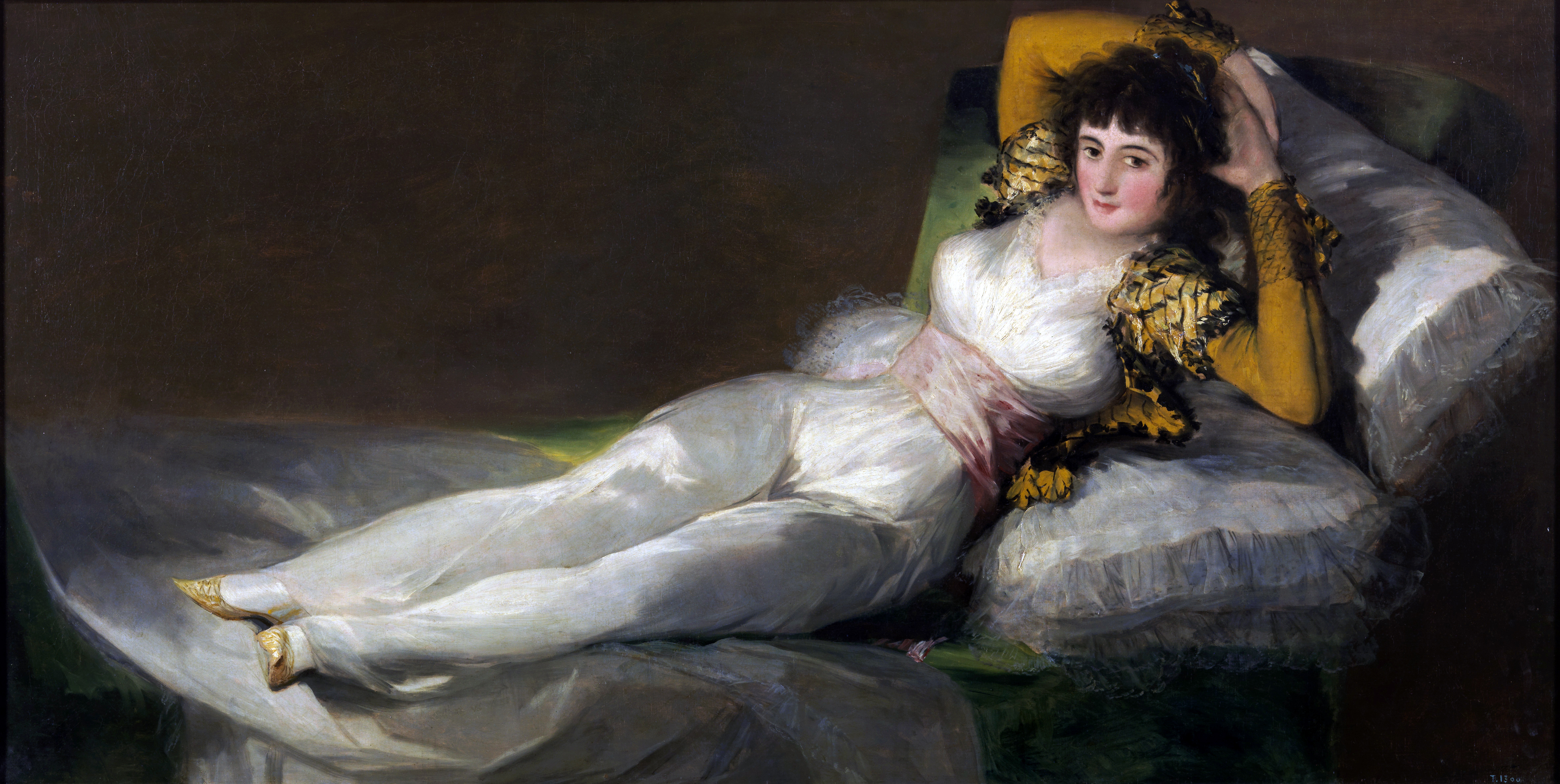
Ф. Гойя, «Маха одетая»

Ма́хо (исп. majo, муж.), ма́ха (исп. maja, жен.) — испанские щёголи из простонародья в XVIII—XIX веках.
Служили излюбленным объектом изображения Гойи.

## Социальное положение

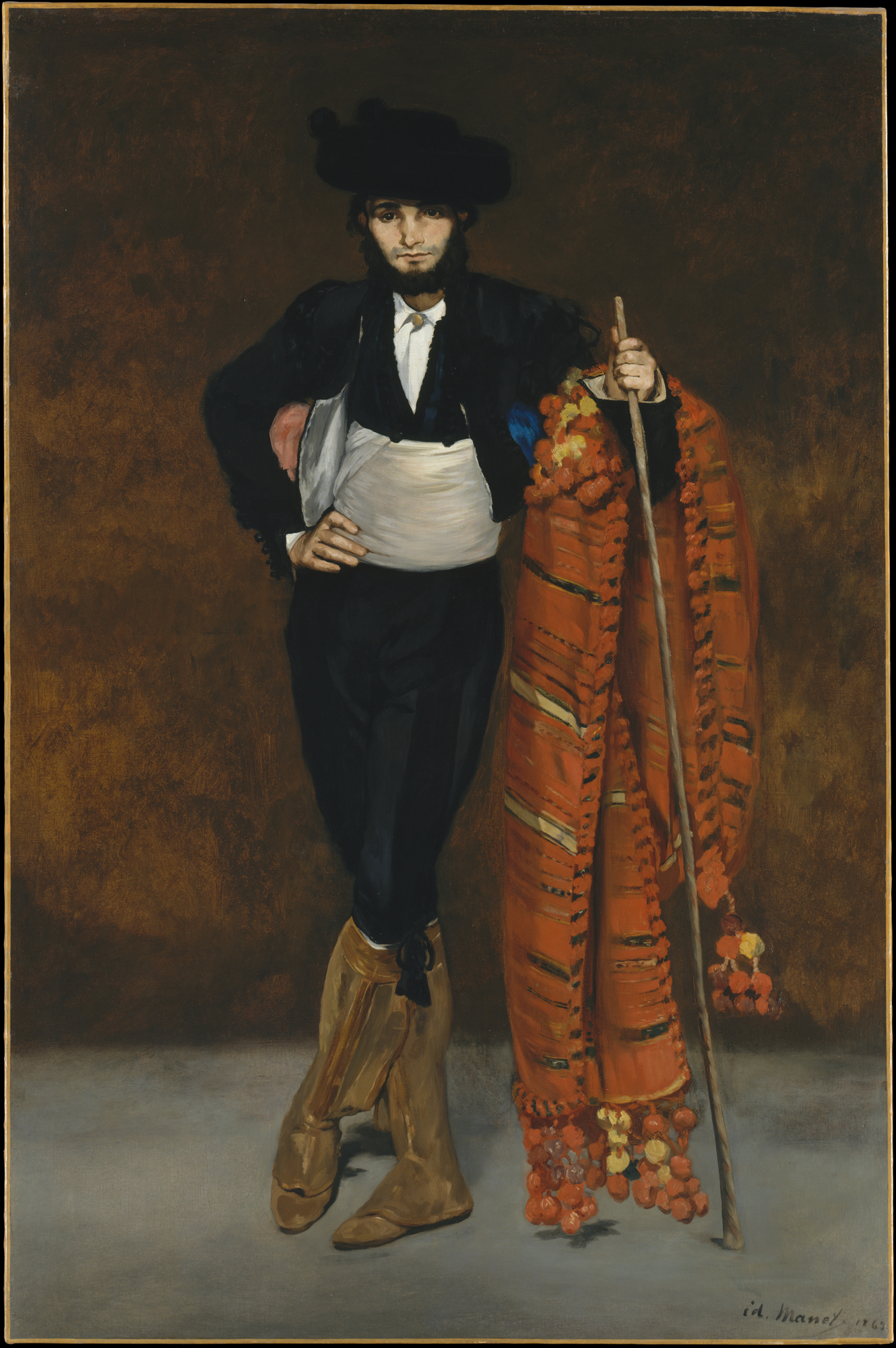
Эдуар Мане, «Юноша в костюме махо»

Majos и их подружки majas — представители низших классов общества. Это — выходцы из обедневших провинциалов, жители мадридских трущоб.
Щегольски одетые majos были настоящими бандитами, которые свысока смотрели не только на своих соседей, но и всем своим видом и манерой поведения подчеркивали своё глубочайшее презрение к мадридскому обществу в целом. Обычной была картина — выделяясь своей манерой одеваться, надменный махо с важным видом шагает посреди улицы, закутавшись в длинный плащ и вызывающе попыхивая большой чёрной сигарой.
Их женщины, махи, также выделялись из толпы своей манерой поведения и чувством собственного достоинства. Маха, популярная фигура, образ которой сложился в Андалузии, со временем стала восприниматься как квинтэссенция испанки. В ней сочетается романтизм, живописность, а также сильный националистический компонент, благодаря которому данный стиль одежды находил адептов во всех слоях общества.

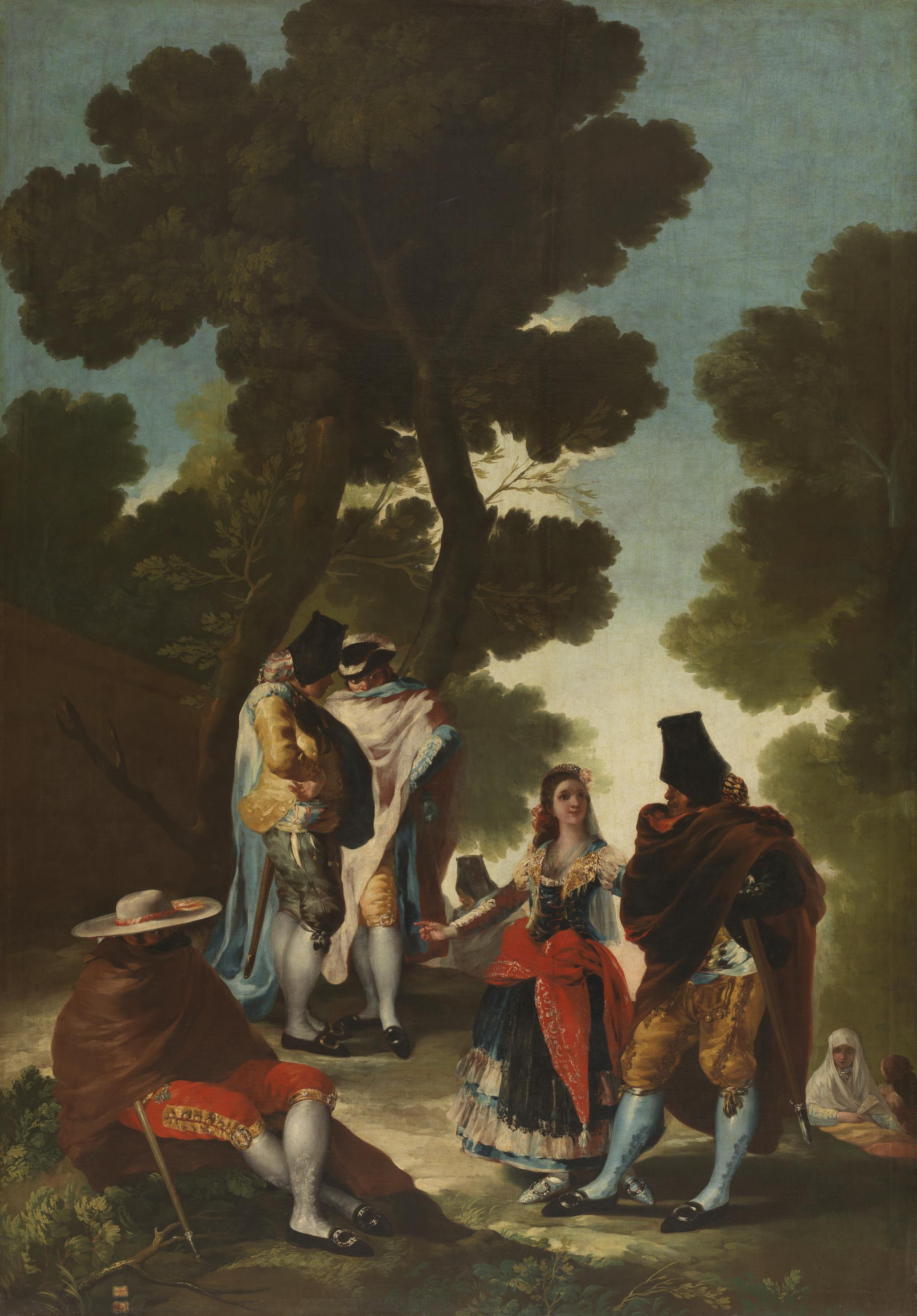
Прогуливающаяся на глазах у прохожих пара махос, фрагмент картины «Прогулка по Андалузии» Ф. Гойи, 1777, Бордо

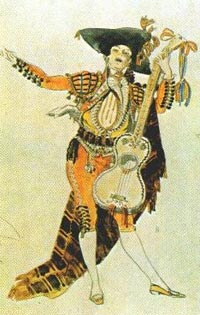
Эскиз театрального костюма Фигаро (настоящего испанского щеголя) для постановки оперы Россини «Севильский цирюльник»

Отношения между majos и majas согласно ритуалу были бурные. Считалось, что она хочет женить его, а он — не дать ей уйти, при этом не поддаваясь на её уговоры. Их встречи всегда сопровождались бурными ссорами, часто рассчитанными на публику, и иногда заканчивавшимися физической расправой (и те, и другие носили ножи).
Сценки из их неистово-эмоциональной жизни стали ставиться в антрактах между актами серьёзных пьес, и они пользовались большим успехом у публики (Рамон де ла Крус).

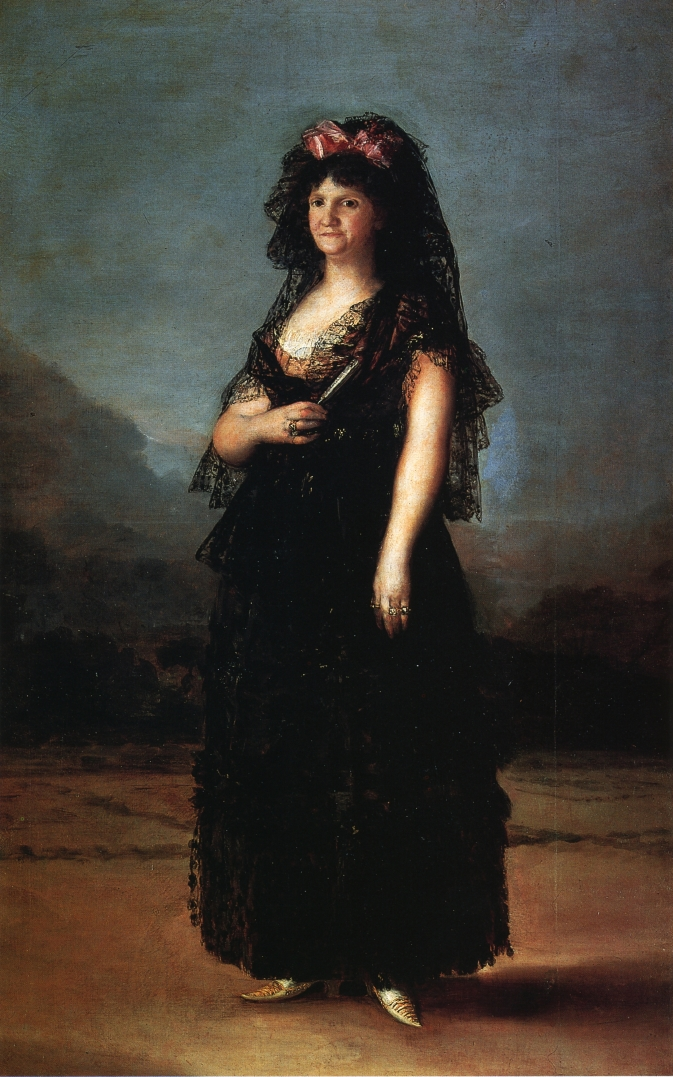
Гойя. Портрет королевы Марии Луизы Пармской — монархиня изображена в народной испанской одежде, включая мантилью

### Распространение моды на аристократию
Выставляемая напоказ аморальность жизни махос, их песни и танцы (с тамбуринами, кастаньетами и гитарами) были чрезвычайно притягательными для высшего общества. Часто аристократы избирали из их среды себе любовниц и любовников. К 1770-м годам «махаизм» превратился в повальное увлечение в высших кругах.
Существовал ещё один аспект: в этот период истории Испании, характерный засильем aфрансесадо (afrancesado, «офранцуженных», галломанов и сторонников Бонапарта), махо своим костюмом и поведением подчеркивали, помимо всего прочего, и национальную идентичность. Название этого идеологического феномена сопротивления Просвещению (которое, несмотря на все свои достоинства, пришло всё-таки из Франции) — «махизм», «махаизм» (majismo).
Его можно проследить в сохранившихся портретах аристократии: благородные сеньоры с удовольствием использовали элементы национального костюма в своём гардеробе, и эта тенденция в эпоху, когда в остальной Европе царил ампир, имела достаточно массовый характер. Мода достигла даже королевского двора.

## Костюм махо
Костюм махо включал три главных элемента: короткая куртка (которая позже французами будет названа «фигаро»), короткий жилет красочной расцветки, плотно облегающие декорированные штаны до колен, кушак, перехватывающий талию, чулки, а также сетку для волос. Обувь — низко вырезанные туфли с пряжками. За широким поясом спрятан нож — наваха (navaja).
Женский вариант костюма махи использовал похожие элементы: короткая приталенная курточка, рукава с небольшими буфами фонариком, облегающий лиф. Носилось это с традиционными до сих пор компонентами испанского национального костюма — юбкой и мантильей. Воротник мог быть стоячим высоким. Как правило, махи засовывали под подвязку короткий кинжал, надёжно прикрытый пышной юбкой.